# 維拉維拉尼山 (洛斯安地斯省)
16°1′21″S 68°26′16″W / 16.02250°S 68.43778°W
維拉維拉尼山（Wila Wilani），是玻利維亞的山峰，位於該國西部拉巴斯省的洛斯安地斯省，處於查查科馬尼山西南面，東北面是哈查托霍山，東南面是瓦里塞皮塔尼亞山，屬於安第斯山脈中玻利維亞瑞阿爾山脈的一部分，海拔高度5,250米。